# 민광훈
민광훈(閔光勳, 1595년 ~ 1659년)은 조선시대 중기의 문신이다. 병자호란 때 원손(元孫)을 데리고 인근 섬으로 피신하여 무사하였다. 원손을 지킨 공으로 통정대부로 승진했으며, 사후 영의정에 증직되었다. 그밖에 1628년(인조 5) 9월 17일에는 소무원종공신 1등(昭武元從功臣一等)에 책록되었다. 본관은 여흥으로 자는 중집(仲集)이다. 경주부윤을 지낸 민기의 아들로 민유중, 민정중, 민시중 형제의 아버지이며, 숙종비 인현왕후와 민진후, 민진원의 조부이다.

## 생애
광해군 때 진사가 되고, 인조 초에 음보로 관직에 나가 별검(別檢), 참군(參軍) 등을 지냈다. 1628년 문과 알성시에 장원으로 급제, 정언, 지평 등 삼사를 거쳐, 참군이 되었으며 1628년(인조 5) 9월 17일에는 소무원종공신 1등(昭武元從功臣一等)에 책록되었다. 참군 재직 중 1628년(인조 6) 유효립에 난 진압을 도운 공로로 영사원종공신 1등(寧社原從功臣一等)에 책록되었다. 1635년 홍문관에 등용되었다. 1644년 교리, 이45년 사간 등을 지냈다. 병자호란 때 강화도의 수비가 부실한 것을 보고 승산이 없음을 깨닫고, 종묘서령(宗廟署令)으로 원손과 함께 인근 섬으로 피신하여 무사하였다. 원손을 지킨 공으로 통정대부로 승진, 호조참의가 되었다. 그러나 본래 종묘사직과 존망을 같이 해야 하는 직분의 민광훈이 직책을 버리고 성을 나간 것은 큰 죄라는 의견이 있어 포상은 거두어졌다.
1644년 교리, 사간(司諫) 등을 지내고 1649년 1649년 통정으로 승진하여 사복시정(司僕寺正)이 되었다. 이후 안변부사를 거쳐 사간원 정언이 되었다. 1652년 승지에 오르고, 53년 강원도관찰사에 부임 중 6월에 서리가 내리는 이변이 있었음에도 고하지 않은 죄로 탄핵을 받고 파직되었다. 1656년 복직되어 병조참의, 공조참의 등을 지냈다. 관직에 나아가서는 현명한 관리라는 평을 들었다. 공이 안변부사로 있을 때, 가난한 부민을 돕기 위하여 많은 비용을 아껴서 의창을 설치하여 부민의 생활을 도와 주었다 한다. 그 후 호조참의가 되었다. 그 뒤 강원도관찰사 겸 병마수군절도사순찰사를 역임하였다. 사후 증 대광보국숭록대부 의정부영의정 겸 영경연 홍문관예문관춘추관관상감사에 추증되었다.

## 가족 관계
당색으로는 대대로 서인, 노론이었다. 그밖에 남인 강경파의 영수 홍우원(洪宇遠)이 그의 바로아래 손아랫동서였고 남인 온건파의 영수인 허적과 인척관계였다.
본가(여흥 민씨)
- 할아버지 : 민여건(閔汝健)
  - 아버지 : 민기(閔機)
    - 부인 : 연안이씨 - 이광정의 딸
      - 장남 : 민시중(閔蓍重)
        - 손자 : 민진하(閔鎭夏)
        - 손자 : 민진주(閔鎭周)
        - 손자 : 민진로(閔鎭魯)

      - 차남 : 민정중(閔鼎重)
        - 손자 : 민진장(閔鎭長)

      - 삼남 : 민유중(閔維重)
        - 손녀 : 인현왕후 - 숙종의 계비
        - 손자 : 민진후(閔鎭厚)
        - 손자 : 민진원(閔鎭遠)
        - 손자 : 민진영(閔鎭永)
        - 서손자 : 민진창(閔鎭昌)
        - 서손자 : 민진오(閔鎭五)[3]

      - 장녀 : 여흥민씨
      - 사위 : 홍만형(洪萬衡) - 홍주원과 정명공주의 아들

처가(연안 이씨)
- 장인 : 이광정(李光庭)
- 장모 : 양천 허씨 - 허잠의 딸, 묵재 허적의 고모
  - 손아래동서 : 홍우원(洪宇遠), 남인 청남파 지도자의 한사람
  - 처외사촌 : 허적(許積), 남인 탁남파 지도자의 한사람

## 같이 보기
- 병자호란
- 김장생
- 송시열
- 송준길
- 민정중
- 민유중
- 김육
- 김집
- 윤증
- 허적